# 石谷帯刀
石谷 清敦（いしがや きよあつ、文政3年(1820年)～不明）は、江戸時代の旗本。

## 生涯
大名で播磨三草藩の第3代藩主丹羽氏福の子として生まれるが、1,100石旗本の石谷清倚の養子となりこの跡を継ぐ。
安政3年（1856年）7月26日に、家督を継承して小普請に入り、安政5年（1858年）5月29日に小姓組に入ったという。万延元年（1860年）12月11日に中奥番に転じ、年代不詳であるが、『元治元年武鑑』では御役御免になったとされる。